# 斜紋徨小蠹
斜紋徨小蠹（学名：Treptoplaytypus solidus）为長小蠹蟲科徨長小蠹屬下的一个种。